# Stampesletta

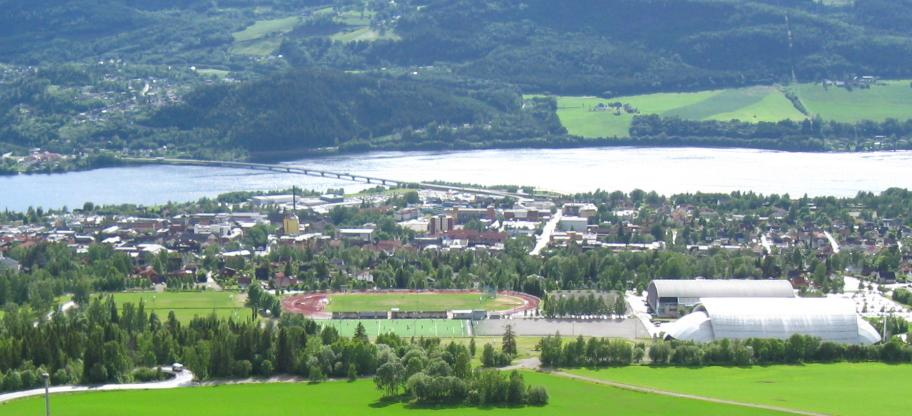
Stampesletta s Håkons Hall (ve předu vpravo) a menší Kristins Hall (za ní vzadu). V pozadí Lillehammer a údolí Gudbrandsdalslåen

Stampesletta je víceúčelový stadionový komplex v norském Lillehammeru. Je ve vlastnictví městské správy Lillehammeru. Nachází se přibližně 1 km od centra města a slouží jako domácí hřiště pro fotbalové kluby Lillehammer FK, Lillehammer KFK, Roterud IL a atletický klub Lillehammer IF. Oblast kolem Stampesletty se také nazývá olympijský park, protože tam jsou kluziště Håkons Hall a Eidsiva Arena, skokanský můstek Lysgårdsbakken a Kanthaugen Freestyle Arena. Aréna se využívá pro Birkebeinerrittet a Birkebeinerløpet a od roku 1932 do roku 1992 také pro Birkebeinerrennet. Na Stampeslettě se konala norská atletická mistrovství v letech 1977, 1995 a 2009 a každoročně se tam koná druhý největší norský atletický turnaj Veidekkelekene. Během zimních olympijských her v roce 1994 byla Stampesletta využívána pro medailové ceremoniály a přilákala odhadem 30 000 diváků. Také se tam konal zahajovací a závěrečný ceremoniál Zimních olympijských her mládeže 2016.

## Historie
Oblast kolem Stampesletty, která se nachází u řeky Mesna, se tradičně nazývala Myra a původně byla součástí farmy Lysgård. Tuto oblast koupila komune Lillehammer v roce 1933. Na svahu výše, v Kanthaugenu a Lysgårdu, byly první lyžařské aktivity již na přelomu 20. století.Využití tohoto z mála rovinatých míst v Lillehammeru ke sportu zahájil městský plánovací úřad v roce 1941. Německá okupace Norska však způsobila přerušení plánů a místo toho zde byl umístěn zajatecký tábor pro Rusy, Lager Edelweiss.
Stavba Stampesletty začala v roce 1946 poté, co vláda rozhodla o výstavbě víceúčelového sportovního areálu. Tisk hlavního města to označil za „stadion mezinárodních rozměrů“. Stavba byla plánována v několika fázích a plány počítaly s hlavním fotbalovým hřištěm s travnatým povrchem a s hlavním atletickým stadionem. Další plány zahrnovaly venkovní bazén, tenisové kurty, krytou arénu pro házenou a gymnastiku a také klubovnu.
Hlavní fotbalové hřiště bylo oficiálně otevřeno v roce 1949 starostou Einarem Hansenem a mělo kapacitu 12 000 diváků. O dva roky později byla otevřena státní ubytovna s kapacitou 108 osob.
V roce 1958 byla ve Stampeslettě vybudována jezdecká plocha, kde se konaly státní výstavy klisen, které v letech 1887 až 1940 bývaly v Lillehammeru. Místo konání se také stalo domovem státní výstavy hřebců. Areál se rozkládal na ploše 4 hektarů a zahrnoval dvě stáje. Přehlídky se tam konaly až do otevření klusácké dráhy Biri Travbane ve městě Biri u jezera Mjøsa, v komune Gjøvik.

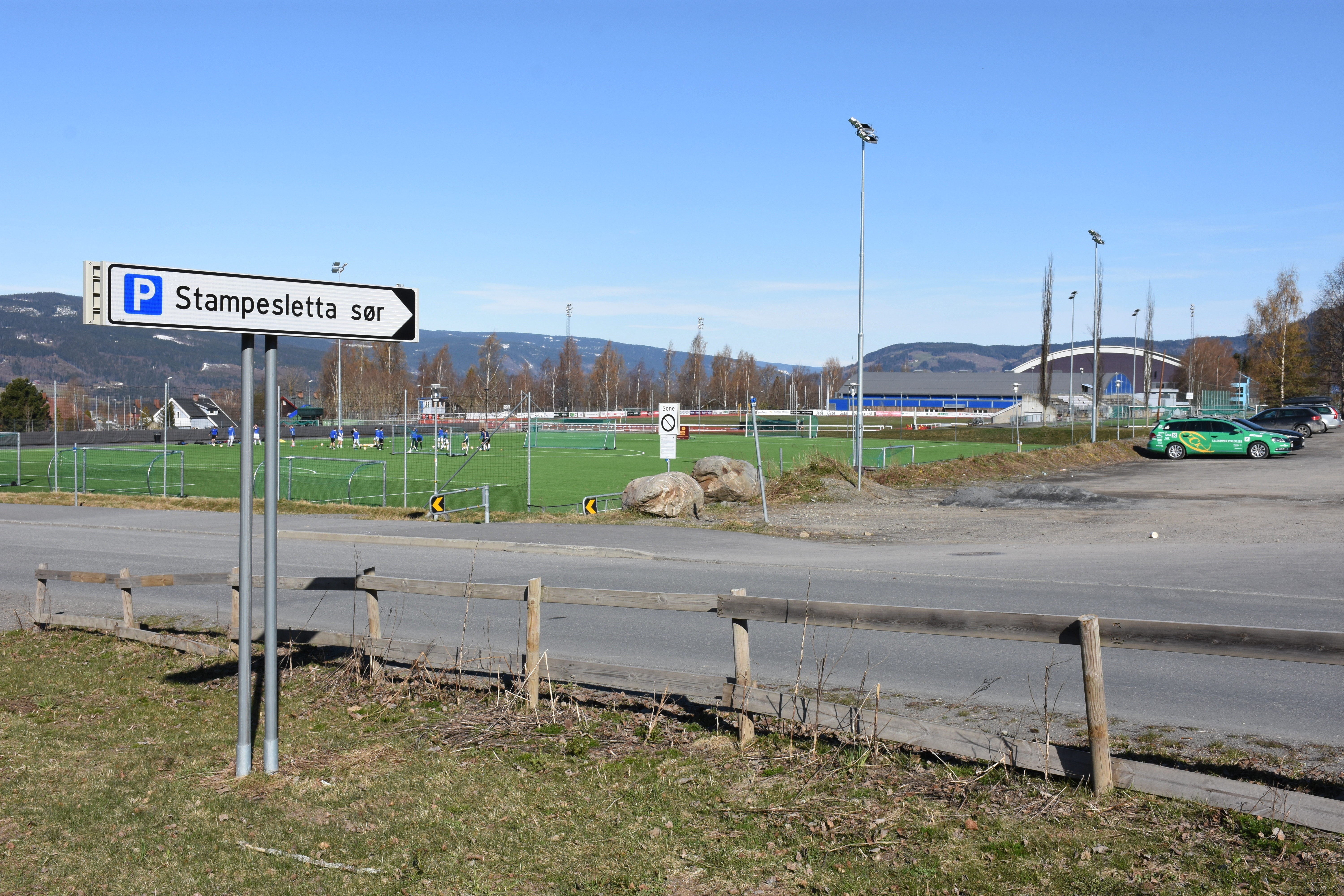
Stampesletta

Plánování stavby kryté arény bylo zahájeno v roce 1970, primárně pro házenou, ale náklady ve výši 6 milionů NOK nebylo možné ufinancovat.
Atletický stadion byl otevřen v roce 1973  a má kapacitu 6000 lidí. Následující rok se Lillehammer IF přestěhoval z Lillehammeru do Stampesletty, jeho původní sídlo bylo pak v roce 1975 zrušeno.
V roce 1977 se na Stampeslettě konalo norské atletické mistrovství. Šampionát se tehdy konal naposledy ještě na štěrku. což způsobilo problémy, protože nadměrný déšť nahlodal hrací plochu a hasiči museli odčerpávat vodu. Renovace byla z velké části provedena dobrovolnou prací a nové dějiště bylo pak slavnostně otevřeno 28. srpna 1982 štafetou na Norském mistrovství v atletice.
Po nabídce Lillehammeru na uspořádání Zimních olympijských her 1992 se plány na další výstavbu znovu oživily, tentokrát s kluzištěm, které mělo být středobodem. V roce 1985 obecní rada Lillehammeru uzavřela dohodu s Norskou konfederací sportů (NIF), která nabídla 50 % financování nové víceúčelové arény.

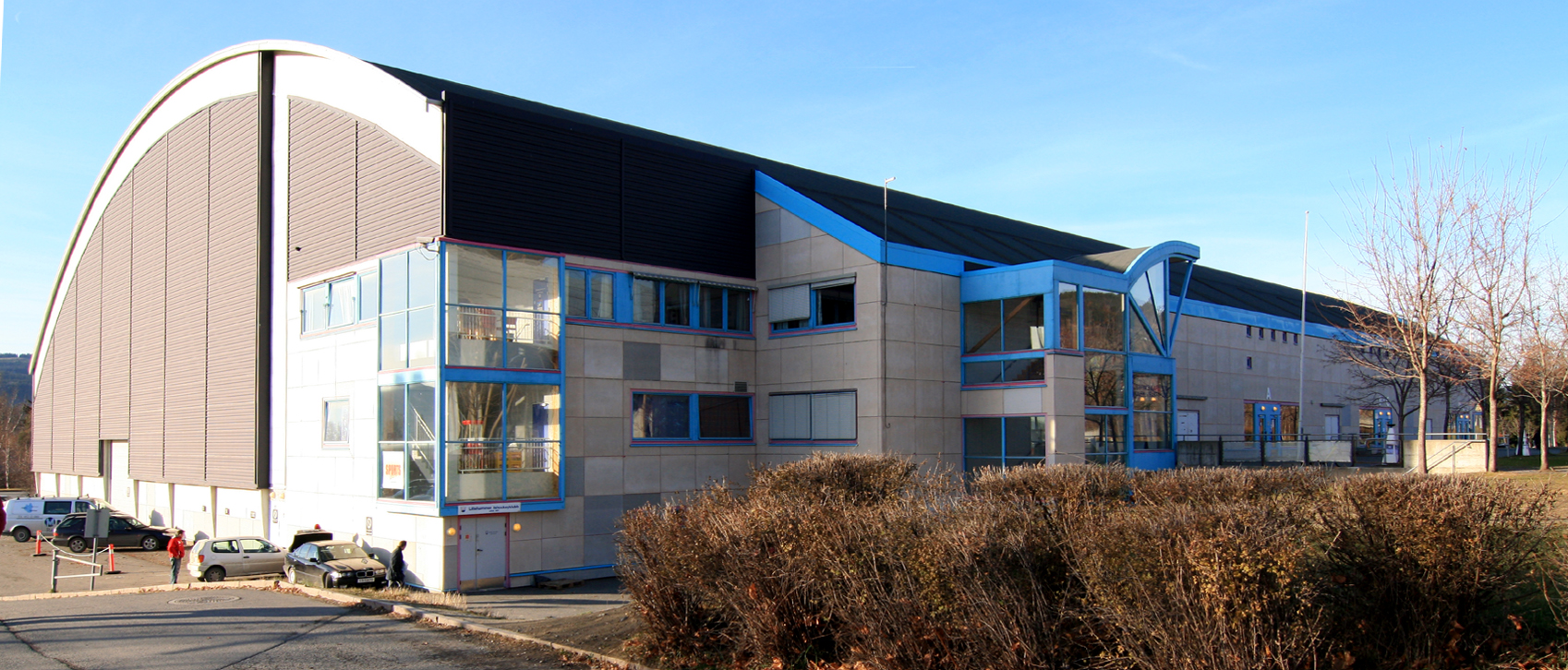
Kristins Hall

Nová hala Kristins Hall byla otevřena v prosinci 1988 a stála 65 milionů NOK. Avšak když Lillehammer v roce 1988 získal uspořádání Zimnícch olympijsých her 1994 bylo nutné postavit ještě větší arénu pro pořádání olympijských hokejových zápasů.

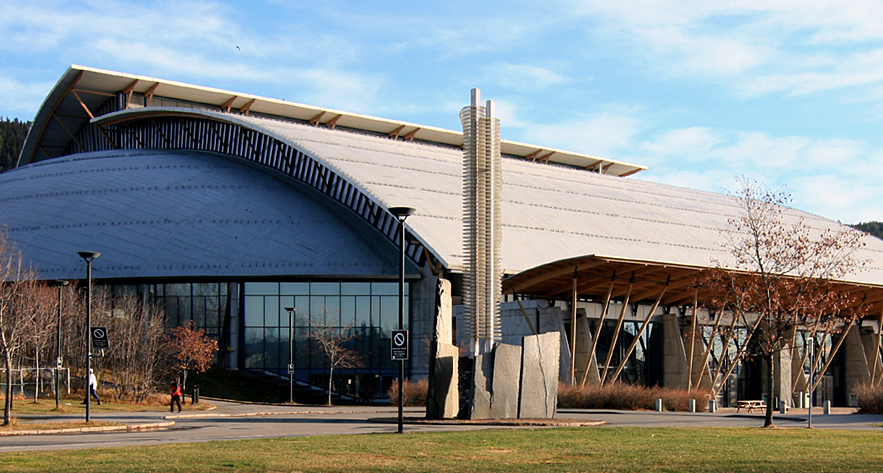
Hakons Hall

V červnu 1989 obecní rada odhlasovala umístění většiny sportovišť Lillehammeru do oblasti Stampesletta a umístění nové Håkons Hall vedle menší Kristins Hall. Håkons Hall byla otevřena 1. února 1993. Nabídka pořádat olympijské hry zahrnovala také využití Stampesletty pro rychlobruslení, ale vzhledem k novým požadavkům na kryté místo bylo rozhodnuto postavit nový Vikingskipet v Hamaru.

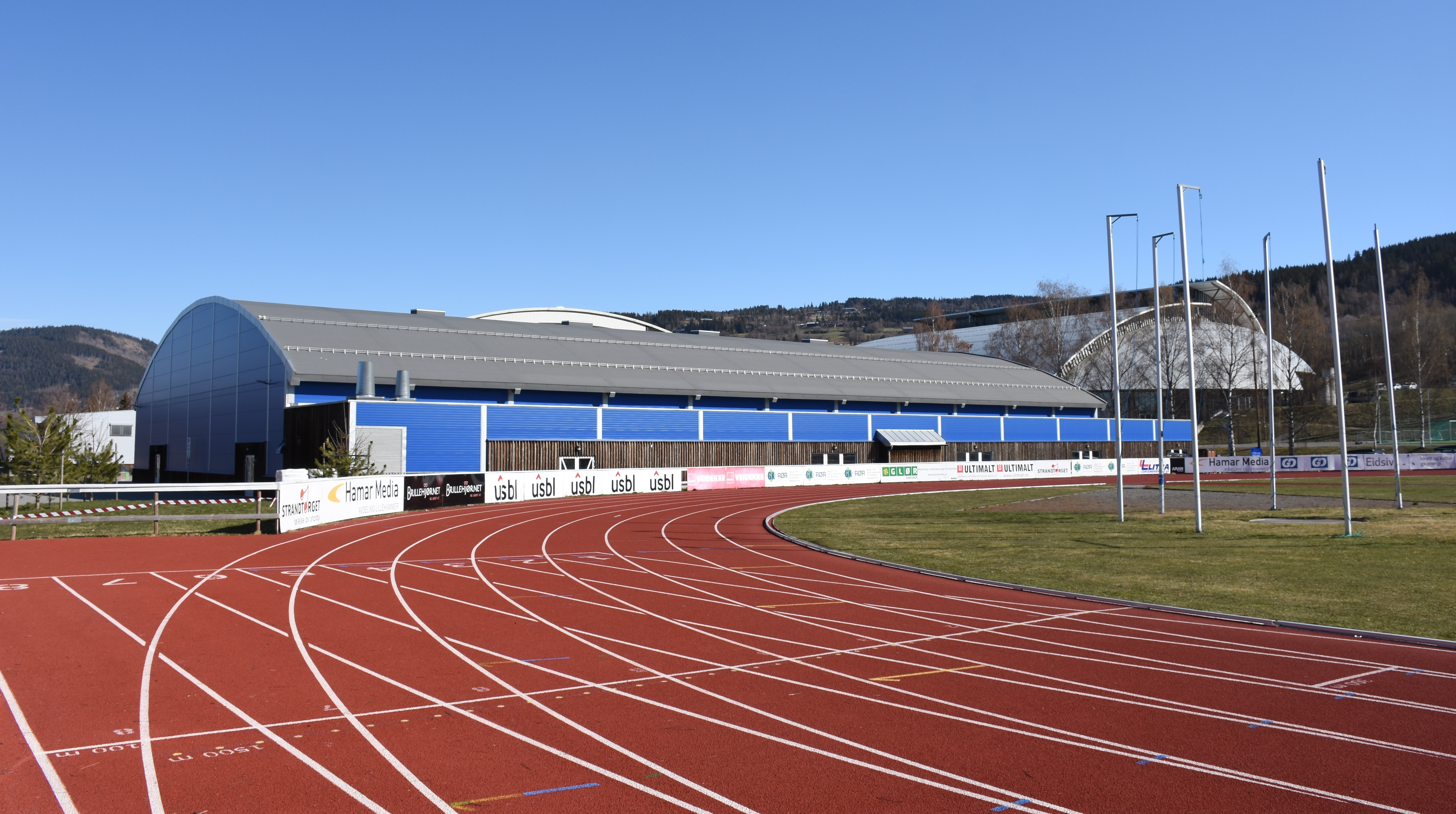
Ungdomshall

V roce 2014 byla na Stampeslettě otevřena další hala s ledovou plochou. Jmenuje se Ungdomshall a nachází se vedle Eidsiva Areny (Kristins Hall).
Běžecká dráha byla zrekonstruována v roce 2003 a dostala také nový povrch. V roce 2005 byla dokončena klubovna oddílu ženské kopané. V roce 2006 bylo štěrkové kluziště vybaveno strojem na umělou ledovou plochu pro zajištění stabilních ledových podmínek po celou zimu.

## Vybavení
Sportovní areál tvoří:

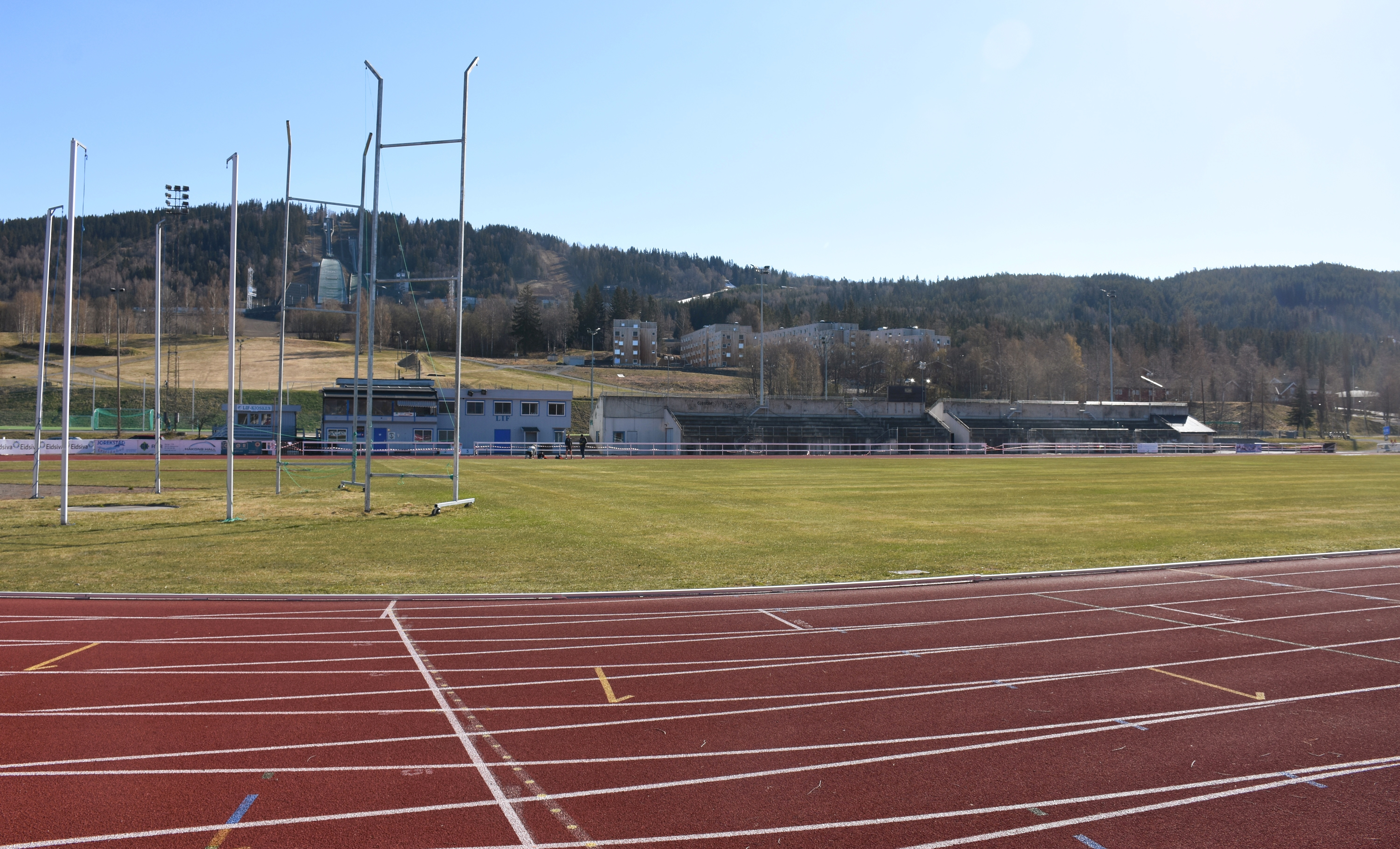
Sportovní areál

- Atletická dráha, hlavní fotbalové hřiště s umělým trávníkem a tribunami, tři venkovní fotbalová hřiště s přírodní trávou, štěrkové hřiště a travnaté tréninkové plochy. Atletický stadion se skládá z osmi drah kolem celého hřiště, přičemž dráhy umožňují běh na 110 metrů překážek.[22] Součástí je také klubovna, šatna a tribuna.

- Eidsiva Arena (Kristins Hall) se skládá ze dvou částí, jedné s hokejovým kluzištěm a druhé s hřištěm na házenou. Aréna má také curlingové kluziště a běžeckou dráhu[23]. Hokejové kluziště má kapacitu 3 197 diváků a je domácím hřištěm GET-ligaen klubu Lillehammer IK.[24]

- Hakons Hall je víceúčelová aréna používaná pro mezinárodní házenkářské a hokejové zápasy, stejně jako pro konference, kongresy a bankety. Místo je určeno pro 11 500 diváků, což z něj dělá největší házenkářskou a hokejovou arénu v zemi. Hlavní halu lze využít pro dvě hřiště na házenou či nohejbal nebo šest hřišť na volejbal či badminton. Dále je zde posilovna, lezecká stěna, místnost na aerobik, golfové centrum se dvěma golfovými simulátory a jamkovištěm a dva badmintonové kurty.[25] V hale je také 370 metrů dlouhá sprinterská dráha[25] a Norské olympijské muzeum[26].
- Ungdomshall, kterou využívá Lillehammer Ice Hockey Club a Lillehammer krasobruslařský klub pro mládež v Lillehammeru. Slouží pro trénink ledního hokeje a pro bruslení dětí a dorostu.[27]

Olympijský skokanský můstek Lysgårdsbakken a Kanthaugen Freestyle Arena se nachází několik set metrů od Stampesletty. Oblast je někdy označována jako olympijský park.

## Události
Fotbalová hřiště využívají starší týmy Lillehammer FK, Lillehammer KFK a Roterud IL. Od roku 2012 hraje první tým Lillehammer FK druhou ligu. Atletickou dráhu používá Lillehammer IF.
Veidekkelekene je atletický turnaj, který se na Stampeslettě koná každoročně. V roce 2010 měl 1150 účastníků a organizovaly jej Lillehammer IF, Gausdal FIK a Moelven IL.Je po Tyrvinglekene druhou atletickou soutěží v Norsku.Lillehammer IF uspořádal třikrát norské mistrovství v atletice v letech 1977, 1995 a 2009.
Na Stampeslettě se konalo také několik dalších norských šampionátů, jako bylo norské juniorské mistrovství v atletice v letech 1958, 1987 a 2002 a norské mistrovství v atletice ve štafetách v letech 1960, 1974, 1976, 1982, 1991 a 1999.
Od roku 1932 do roku 1992 se využívala Stampesletta jako startovní nebo cílová oblast při lyžařském maratónu Birkebeinerrenet mezi Renou a Lillehammerem, v závislosti na tom, zda se závod běžel z Lillehammeru do Reny nebo v opačném směru. Od roku 1992 byla startovní a cílová oblast přesunuta na lyžařský stadion Birkebeineren.
Birkebeinerrittet, cyklistická verze lyžařského maratónu, má svůj cílový prostor na Stampeslettě.
Půlmaratonský běžecký závod Birkebeinerløpet, inspirovaný lyžařským závodem Birkebeinerrennet má svůj start a cíl rovněž na Stampeslettě. Závod se koná každoročně od roku 1999.
Během zimních olympijských her v roce 1994 Stampesletta sloužita medailovým ceremoniálům všech nebruslařských akcí. Pódium bylo vyrobeno z ledu ledovce Jostedalsbreen. Účast byla bezplatná a předávání medailí se zúčastnilo 25 000 až 30 000 lidí.
Lillehammer pořádal také zimní olympijské hry mládeže 2016. Areál Stampesletta sloužil pro zahajovací a závěrečný ceremoniál.